# Ylinen (sjö i Ruokolax, Finland)
Ylinen är en sjö i Finland. Den ligger i kommunen Ruokolax i landskapet Södra Karelen, i den sydöstra delen av landet, 250 km nordost om huvudstaden Helsingfors. Ylinen ligger 104,8 meter över havet. Arean är 1,01 kvadratkilometer och strandlinjen är 9,56 kilometer lång. Sjön  ingår i Vuoksens huvudavrinningsområde.   I omgivningarna runt Ylinen växer i huvudsak blandskog.
I övrigt finns följande i Ylinen:
- Raatsaari (en ö)